# خازن دکوپلاژ

LM7805 تنظیم کننده ولتاژ خطی ۵ ولت با ۲ خازن واتزویج در ورودی و خروجی

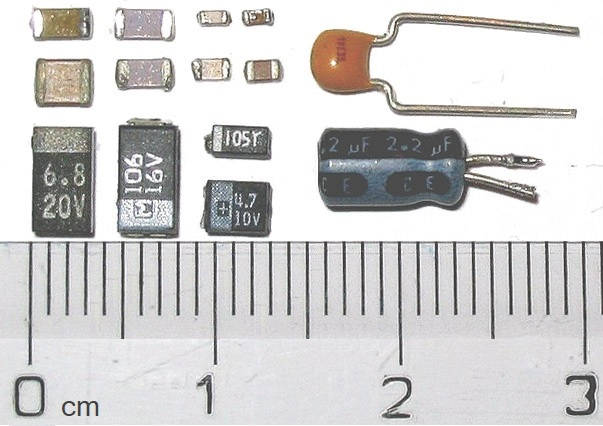
انواع خازن

خازن دِکوپلاژ (به انگلیسی: decoupling capacitor) یا خازن واتزویج یا خازن دی‌کوپلینگ، خازنی است که در مدارهای الکترونیکی برخلاف تزویج خازنی برای جلوگیری از انتقال انرژی الکتریکی از یک بخش مدار به دیگری استفاده می‌شود. برای فرکانس‌های بالاتر، یک نام جایگزین خازن کنارگذر (به انگلیسی: bypass capacitor) است زیرا برای دور زدن منبع تغذیه یا سایر اجزای امپدانس-بالا یک مدار استفاده می‌شود. در فرکانس‌های بالا این خازن به صورت اتصال‌کوتاه عمل خواهد کرد و مانع اعمال ولتاژ ای‌سی فرکانس‌بالا به دو سر قطعهٔ موازی با خودش می‌شود. به عبارت دیگر خازن کنارگذر خازنی است که برای فراهم‌آوردن یک مسیر به‌نسبت کم-امپدانس برای جریان اِی‌سی در کنار یک عنصر مداری استفاده می‌شود. خازن بای‌پس خازنی است که در حالت DC مانند مدار باز است و در حالت AC همانند اتصال کوتاه. نویز ناشی از سایر عناصر مدار از طریق این خازن عبور می‌کند و اثر آن را بر بقیه مدار کاهش می‌دهد.
یک خازن واتزویج یک مسیر کنارگذر برای جریان‌های گذرا به‌جای عبور از امپدانس مشترک فراهم می‌کند.
گاهی از ترکیبات موازی خازن‌ها برای بهبود پاسخ استفاده می‌شود. این به این دلیل است که خازن‌های واقعی اندوکتانس مزاحمی دارند که باعث می‌شود امپدانس از یک خازن ایده‌آل در فرکانس‌های بالاتر منحرف شود.
یک خازن واتزویج با بار گذرا تا حد امکان نزدیک به افزاره‌ای قرار می‌گیرد که به سیگنال واتزویج شده نیاز دارد. این مقدار القاوری خط و مقاومت سری بین خازن واتزویج و افزاره را به حداقل می‌رساند. هر چه رسانای بین خازن و افزاره طولانی‌تر باشد، اندوکتانس بیشتری وجود دارد.

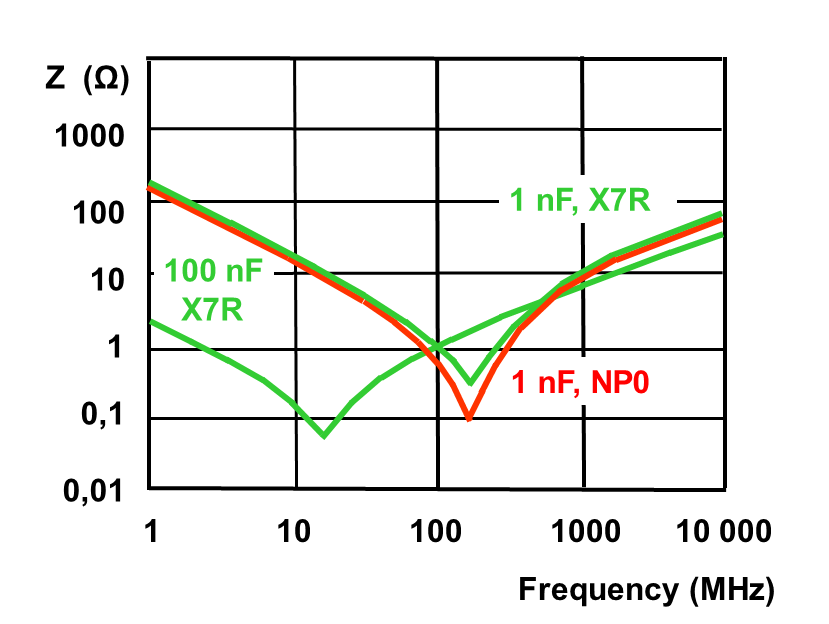
منحنی‌های امپدانس نوعی خازن‌های سرامیکی X7R و NP0

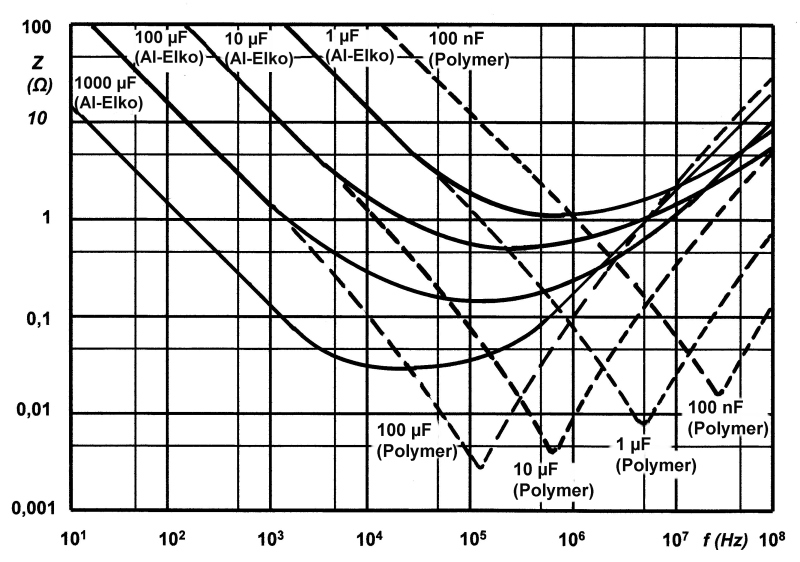
منحنی‌های امپدانس خازن الکترولیتی‌های آلومینیومی (خط‌های پُر) و خازن پلیمری‌های (خط‌های خط‌چین)